# Premi Princesa d'Astúries d'Investigació Científica i Tècnica
El Premi Príncep d'Astúries d'Investigació Científica i Tècnica serà concedit a la persona, persones, equip de treball o institució els descobriments o la tasca d'investigació del qual sigui considerada una contribució rellevant per al progrés de la Humanitat en els camps de les matemàtiques, física, química, biologia, medicina, ciències de la Terra i ciències de l'espai, així com tècniques i tecnologies relacionades amb elles.

## Llista de guardonats
- 2017 Rainer Weiss, Kip Thorne, Barry Barish i l'observatori LIGO[1]
- 2016 Hugh Herr[2]
- 2015 Emmanuelle Charpentier i Jennifer Doudna[3]
- 2014 Avelino Corma, Mark E. Davis i Galen D. Stucky[4]
- 2013 Peter Higgs, François Englert i el CERN
- 2012 Gregory Winter i Richard A. Lerner
- 2011 Joseph Altman, Arturo Álvarez-Buylla i Giacomo Rizzolatti
- 2010 David Julius, Linda Watkins i Baruch Minke
- 2009 Martin Cooper i Raymond Samuel Tomlinson
- 2008 Sumio Iijima, Shūji Nakamura, Robert Langer, George Whitesides i Tobin Marks
- 2007 Ginés Morata Pérez i Peter Lawrence
- 2006 Juan Ignacio Cirac Sasturain
- 2005 Antonio Damasio
- 2004 Judah Folkman, Tony Hunter, Joan Massagué, Bert Vogelstein i Robert Weinberg
- 2003 Jane Goodall
- 2002 Lawrence Roberts, Robert Kahn, Vinton Cerf i Tim Berners-Lee
- 2001 Jean Weissenbach, Craig Venter, John Sulston, Francis Collins i Hamilton Smith
- 2000 Luc Montagnier i Robert Gallo
- 1999 Ricardo Miledi i Enrique Moreno González
- 1998 Pedro Miguel Etxenike Landiríbar i Emilio Méndez Pérez
- 1997 Equip Investigador del Jaciment arqueològic d'Atapuerca
- 1996 Valentí Fuster Carulla
- 1995 Instituto Nacional de Biodiversidad de Costa Rica i Manuel Losada Villasante
- 1994 Manuel Elkin Patarroyo
- 1993 Amable Liñán
- 1992 Federico García Moliner
- 1991 Francisco Bolívar Zapata
- 1990 Salvador Moncada i Santiago Grisolía
- 1989 Guido Münch
- 1988 Manuel Cardona i Marcos Moshinsky
- 1987 Pablo Rudomín Zevnovaty i Jacinto Convit
- 1986 Antonio González González
- 1985 David Vázquez Martínez i Emilio Rosenblueth
- 1984 Antonio García Bellido
- 1983 Lluís Antoni Santaló i Sors
- 1982 Manuel Ballester Boix
- 1981 Alberto Sols García